# Wiesenotter
Die Wiesenotter (Vipera ursinii) ist eine eurasische Giftschlange, andere Namen für diese Schlangenart sind Spitzkopfotter und Karstotter.

## Merkmale
Erwachsene Wiesenottern sind mit einer Körperlänge von rund einem halben Meter die kleinsten europäischen Giftschlangen. Ihr Körperbau ist im Vergleich zu anderen Vipern relativ schlank, ihre Körperfarbe ist in der Regel braun oder grau beziehungsweise dunkelgrün oder -gelb, der Rücken ist meist (ähnlich der Kreuzotter) mit einem schwarzen Zickzackband gemustert, das von einem hellen Band umgeben ist. Durch ihre gekielten Schuppen fühlt sich die Wiesenotter beim Berühren rau an.

## Verbreitung
Die Wiesenotter ist in Europa eine der am meisten gefährdeten Arten; momentan kommt sie noch in Mittelitalien, dem südlichen Balkan, Ungarn und Westfrankreich vor.
Doch die Populationen in Ungarn, Bulgarien und Frankreich stehen kurz vor dem Aussterben. Die Gefährdungsursache ist die Trockenlegung von Feuchtwiesen durch die Menschen; dadurch gilt sie auch in Österreich als ausgestorben: Der letzte gesicherte Nachweis stammte von 1973, mehrere methodische Suchen in den theoretisch geeigneten Lebensräumen in Niederösterreich und im Burgenland blieben erfolglos.
Während sich die Verbreitung der ungarischen Wiesenotter V. u. rakosiensis früher von Österreich über Ungarn bis Siebenbürgen und dem Norden Bulgariens erstreckte, kommt sie heute nur noch in kleinen Populationen in der ungarischen Tiefebene zwischen Donau und Theiß sowie im Nationalpark Fertő-Hanság vor.

## Lebensweise
Die Wiesenotter ernährt sich vorwiegend von Heuschrecken und Grillen, gelegentlich stehen auch Eidechsen, Frösche und junge Mäuse auf ihrem Speiseplan. Die Wiesenotter ist ovovivipar, also lebendgebärend.
Je nach Lebensraum lassen sich die Unterarten in zwei Gruppen einteilen, was sich auch in den deutschen Namen widerspiegelt:
Die Wiesenottern Vipera u. rakonsiensis und Vipera u. moldavica bevorzugen warm-feuchte Wiesen und Schwemmland als Lebensraum. Die Wiesenotter kommt fast ausschließlich im Flachland vor. Die Karstottern Vipera u. ursinii, Vipera u. graeca und Vipera u. macrops leben im subalpinen Bereich in 1000 bis 2400 Höhenmetern und erreichen selten mehr als 45 cm Körperlänge.

## Taxonomie

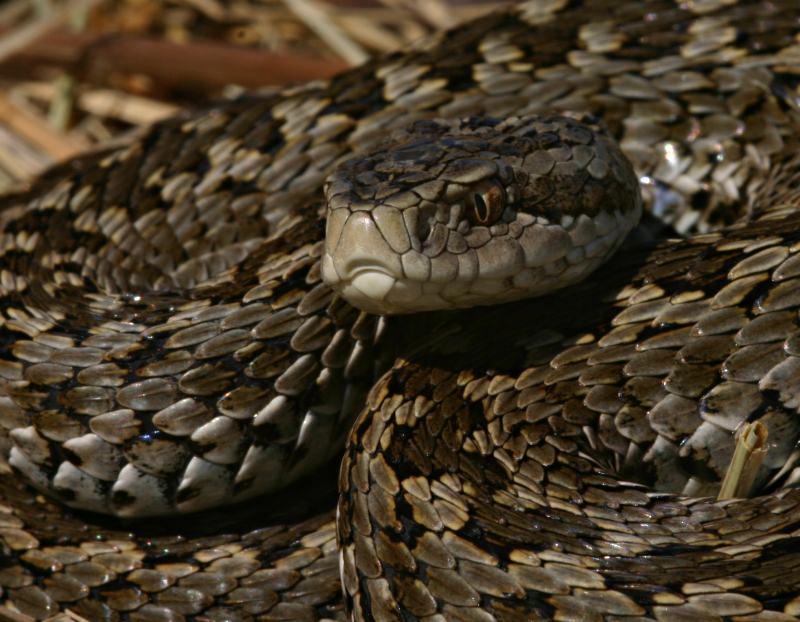
Wiesenotter (Vipera ursinii)

Innerhalb der Familie der Vipern (Viperidae) gehört die Wiesenotter zur Gattung der Echten Ottern (Vipera). Erstmals wurde sie von Bonaparte 1835 als Pelias ursinii beschrieben. 1893 reiht Boulenger sie als Vipera ursinii bei den Echten Ottern ein.

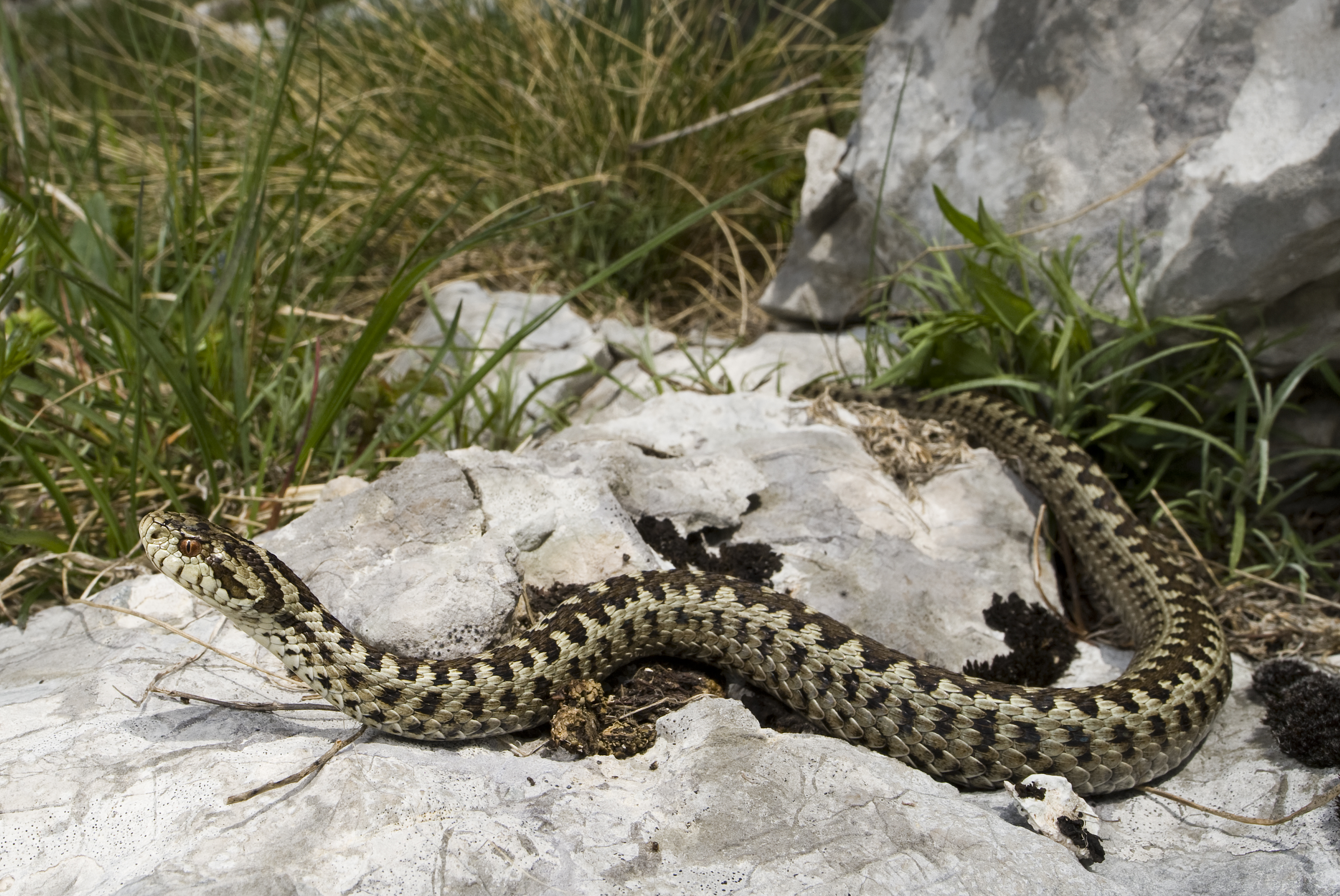
Karstotter (Vipera ursinii macrops) (Kroatien)

Nachdem Nilson und Andrén die Systematik 2001 überarbeiteten, unterscheidet man folgende Unterarten:
- Vipera u. ursinii – Mittelitalien
- Vipera u. macrops – Balkan
- Vipera u. rakosiensis (Ungarische Wiesenotter) – Ungarn bis Rumänien
- Vipera u. moldavica – Rumänien, Bulgarien, Moldawien

Die vormals unterschiedene Unterart Vipera u. wettsteini (Mittelfrankreich) wird meist der Nominatform Vipera u. ursinii zugeordnet. Die Unterart Vipera u. anatolica (Südtürkei) wird inzwischen als eigenständige Art Vipera anatolica deklariert. Gleiches gilt für die Unterarten Vipera u. graeca – heute Griechische Wiesenotter (Vipera graeca), Vipera u. eriwanensis – heute Armenische Wiesenotter (Vipera eriwanensis) – und Vipera u. renardi – heute Steppenotter (Vipera renardi). Die 1955 von Knöpfner und Sochurek eingeführte Unterart Vipera u. ebneri gilt heute meist als Synonym zu Vipera eriwanensis.

## Gift
Aufgrund ihrer geringen Größe hat die Wiesenotter von allen europäischen Vipern die kleinsten Giftdrüsen.
Das Gift selbst ist als überaus wirksam erprobt worden. Es ist deutlich stärker als das verwandter Arten aus dem Europäischen Verbreitungsgebiet. Dennoch kommt es bei Bissen von Menschen alleine aufgrund der geringen Giftmenge zu verhältnismäßig schwachen Vergiftungserscheinungen. Der Biss der kleinen Viper wird mit dem Stich einer Wespe verglichen. Allerdings ist wie bei diesem eine folgenschwere Erkrankung zu erwarten, wenn der Organismus des Betroffenen allergisch reagiert oder es zu Sekundärinfektionen kommt.

## Artenschutz und Gefährdung
Die Wiesenotter steht in vielen Ländern unter Naturschutz, der Handel mit dieser Schlange ist unter dem Washingtoner Artenschutzübereinkommen praktisch verboten: Sämtliche europäischen Populationen sind unter Anhang 1 gelistet und entsprechend besonders geschützt.
Die FFH-Richtlinie listet die die Wiesenotter in Anhang II und IV, also als streng zu schützende Art, für die besondere Schutzgebiete ausgewiesen werden müssen. V. u. rakosiensis ist auf Grund ihrer akuten Bedrohung als prioritär eingestuft. In Deutschland ist sie durch das Bundesnaturschutzgesetz streng geschützt.
Mehrere LIFE+-Projekte der EU bemühen sich derzeit um ihren Schutz, wie zum Beispiel in Ungarn.
Die Art ist in der Roten Liste Österreichs als „vom Aussterben bedroht“ (CR) eingestuft.